# 무정검
"무정검"은 한국에서 제작된 권영순 감독의 1969년 영화이다. 홍세미 등이 주연으로 출연하였고 우기동 등이 제작에 참여하였다.

## 출연

### 주연
- 홍세미
- 박노식
- 강계식
- 박경주

## 기타
- 조명: 강용신
- 미술: 송백규